# Eric Hoeprich
Eric Hoeprich (Baltimore, 5 septembre 1955) est un clarinettiste, spécialisé dans l'interprétation de la clarinette ancienne et des répertoires de l'instrument des XVIIIe et XIXe siècles. Il est professeur aux Conservatoire de Paris et de La Haye.

## Biographie
Eric Hoeprich naît à Baltimore. Il effectue ses études à l'université Harvard est diplômé en 1976, puis passe son Master au Conservatoire de La Haye en 1982.
En 1982, il est première clarinette solo et l'un des membres fondateurs de l'Orchestre du XVIIIe siècle avec Frans Brüggen. 
Dans les années 1980, il fonde également deux ensembles de musique de chambre : l'ensemble Nachtmusique dévolu au répertoire pour vents et le Trio Stadler, pour trois cors de bassets. Avec ces ensembles, il a enregistré Mozart, Beethoven et Franz Krommer.
Il a collaboré avec de nombreux orchestres et chefs d'orchestre, notamment The Academy of Ancient Music sous la direction de Christopher Hogwood, l'Orchestre des Champs-Élysées, dirigé par Philippe Herreweghe, les London Classical Players de Roger Norrington, l'ensemble Musica Antiqua Köln sous la direction de Reinhard Goebel, joué avec Nicholas McGegan, ainsi que Tafelmusik et Anima Eterna sous la direction de Jos van Immerseel.
Eric Hoeprich possède une collection d'une centaine de clarinettes anciennes, en effectue la restauration lui-même et fabrique des copies d'instruments. Parmi ses instruments, se trouve une clarinette française fabriquée dans les années 1770 par Prudent à Paris ; plusieurs instruments de Georg Ottensteiner, sur lesquels jouait Richard Mühlfeld et pour qui Brahms a écrit ses œuvres pour clarinette ; la copie d'une clarinette de basset d'Anton Stadler, qu'Hoeprich a construit lui-même, instrument sur lequel Stadler interprétait lui-même le Concerto de Mozart et qu'il a enregistré avec Brüggen pour le label Glossa. Il entretient un atelier chez lui, près de Londres.
Il enseigne au département de musique ancienne du Conservatoire de Paris, au conservatoire de La Haye et à l'Institut de musique ancienne de l'Université de l'Indiana.

## Écrits
Eric Hoeprich a collaboré avec les revues spécialisées, tels Early Music, Galpin Society Journal, The Clarinet, Tibia et Scherzo.
- (en) T. Eric Hoeprich, « A three-key clarinet by J. C. Denner », Galpin Society Journal, vol. 34,‎ 1981, p. 21–32 (DOI 10.2307/841468)
- (en) The clarinet, New Haven, Yale University Press, coll. « The Yale musical instrument series », 2008, xx-395 (ISBN 0300102828, OCLC 939836537, lire en ligne)

## Discographie

clarinette de basset de 1800, proche des instruments joués par Eric Hoeprich (conservée au Musée des Arts et Métiers de Hambourg).

Eric Hoeprich a enregistré pour les labels Accent, Decca, Deutsche Grammophon, EMI, Erato, Glossa, Harmonia Mundi, Philips, Teldec et Sony.
- Mozart, Concerto pour clarinette ; Quintette pour clarinette - Eric Hoeprich, clarinette de basset ; Orchestre du XVIIIe siècle, dir. Frans Brüggen (novembre 1985 et mai 1987, Philips Classics 420 242-2)
- Beethoven, Fidelio : version pour harmonie, Vienne, c. 1815 - Ensemble Nachtmusique ; Eric Hoeprich, clarinette (2000, Glossa GCD 920606) (OCLC 423660876)
- Mozart, The last concerto, 1791 - Orchestre du XVIIIe siècle, dir. Frans Brüggen (juin 1986, mars 1998, février, novembre et décembre 2001, Glossa GCD 921107)[6] (OCLC 66474063)